# Paje-Potemuujävri
Paje-Potemuujävri eller Potsmojärvi är en sjö i Finland. Den ligger i kommunen Enare i landskapet Lappland, i den norra delen av landet, 1 000 km norr om huvudstaden Helsingfors. Potsmojärvi ligger 162,9 meter över havet. Arean är 44,2 hektar och strandlinjen är 8,15 kilometer lång. Sjön  ingår i Pasvik älvs huvudavrinningsområde. 